# Rocky River
Rocky River és una població dels Estats Units a l'estat d'Ohio. Segons el cens del 2000 tenia 20.735 habitants.

## Demografia
Segons el cens del 2000, Rocky River tenia 20.735 habitants, 9.709 habitatges, i 5.437 famílies. La densitat de població era de 1.685,4 habitants/km².
Dels 9.709 habitatges en un 22,5% hi vivien nens de menys de 18 anys, en un 47,2% hi vivien parelles casades, en un 6,9% dones solteres, i en un 44% no eren unitats familiars. En el 40,3% dels habitatges hi vivien persones soles el 20,5% de les quals corresponia a persones de 65 anys o més que vivien soles. El nombre mitjà de persones vivint en cada habitatge era de 2,11 i el nombre mitjà de persones que vivien en cada família era de 2,9.
Per edats la població es repartia de la següent manera: un 20,9% tenia menys de 18 anys, un 4,3% entre 18 i 24, un 25,9% entre 25 i 44, un 24,6% de 45 a 60 i un 24,2% 65 anys o més.
L'edat mediana era de 44 anys. Per cada 100 dones de 18 o més anys hi havia 77,4 homes.
La renda mediana per habitatge era de 51.636 $ i la renda mediana per família de 72.361 $. Els homes tenien una renda mediana de 52.727 $ mentre que les dones 32.145 $. La renda per capita de la població era de 34.663 $. Aproximadament l'1,5% de les famílies i el 2,3% de la població estaven per davall del llindar de pobresa.

## Poblacions més properes
El següent diagrama mostra les poblacions més properes.